# Bontourina
Bontourina es un género de foraminífero bentónico considerado un sinónimo posterior de Discocyclina de la familia Discocyclinidae, de la superfamilia Nummulitoidea, del suborden Rotaliina y del orden Rotaliida. Su especie tipo era Bontourina inflata. Su rango cronoestratigráfico abarcaba desde el Ypresiense (Eoceno inferior) hasta el Priaboniense (Eoceno superior).

## Clasificación
Bontourina incluía a las siguientes especies:
- Bontourina inflata †
- Bontourina saturniformis †